# Club Atlético de Madrid 1995-1996
Questa voce raccoglie le informazioni riguardanti il Club Atlético de Madrid nelle competizioni ufficiali della stagione 1995-96.

## Stagione
Nella stagione 1995-1996 i Colchoneros, allenati dallo jugoslavo Radomir Antić, si affermarono in campionato andando a vincere all'ultima giornata il loro nono titolo a diciannove anni di distanza dall'ultima vittoria. In Coppa del Re l'Atlético Madrid arrivò in finale e batté il Barcellona, centrando il doblete.

## Organigramma societario
Area direttiva
- Presidente:  Jesús Gil

Area tecnica
- Allenatore:  Radomir Antić

## Maglie e sponsor
| Casa | Trasferta |

## Rosa
| N. |                       | Ruolo | Calciatore        |
| -- | --------------------- | ----- | ----------------- |
| 1  | Spagna (bandiera)     | P     | José Molina       |
| 2  | Spagna (bandiera)     | D     | Tomás Reñones     |
| 3  | Spagna (bandiera)     | D     | Toni Muñoz        |
| 4  | Spagna (bandiera)     | D     | Roberto Solozábal |
| 5  | Spagna (bandiera)     | D     | Juan Manuel López |
| 6  | Spagna (bandiera)     | D     | Santiago Denia    |
| 7  | Argentina (bandiera)  | A     | Leonardo Biagini  |
| 8  | Spagna (bandiera)     | C     | Juan Vizcaíno     |
| 9  | Bulgaria (bandiera)   | A     | Ljuboslav Penev   |
| 10 | Jugoslavia (bandiera) | C     | Milinko Pantić    |
| 11 | Spagna (bandiera)     | C     | Pirri Mori        |
| 12 | Uruguay (bandiera)    | A     | Fernando Correa   |

| N. |                      | Ruolo | Calciatore             |
| -- | -------------------- | ----- | ---------------------- |
| 13 | Spagna (bandiera)    | P     | Ricardo López Felipe   |
| 14 | Argentina (bandiera) | C     | Diego Simeone          |
| 15 | Sudafrica (bandiera) | C     | Quinton Fortune        |
| 16 | Spagna (bandiera)    | C     | José De La Sagra       |
| 17 | Spagna (bandiera)    | A     | Juan Carlos Gómez Díaz |
| 18 | Spagna (bandiera)    | C     | Roberto Fresnedoso     |
| 19 | Spagna (bandiera)    | A     | Kiko                   |
| 20 | Spagna (bandiera)    | D     | Geli                   |
| 21 | Spagna (bandiera)    | C     | José Luis Caminero     |
| 23 | Spagna (bandiera)    | C     | Dani González          |
| 27 | Spagna (bandiera)    | D     | David Cordón           |

### Formazione tipo
La squadra di Antić è stata schierata per lo più col 4-3-3, con Ljuboslav Penev al centro dell'attacco supportato da Kiko e Milinko Pantić. L'atteggiamento offensivo della formazione si riflette anche sui centrocampisti, con Diego Simeone che è autore di dodici reti nonostante la sua posizione di interdizione. Roberto Solozábal e Santiago Denia formano la diga difensiva davanti a José Molina.
| Formazione tipo | Giocatori (presenze)    |
| --- | ----------------------- |
| Molina Santi Solozábal Geli Toni Caminero Simeone Vizcaíno Pantić Kiko Penev | José Molina (42)        |
| Molina Santi Solozábal Geli Toni Caminero Simeone Vizcaíno Pantić Kiko Penev | Toni Muñoz (40)         |
| Molina Santi Solozábal Geli Toni Caminero Simeone Vizcaíno Pantić Kiko Penev | Santiago Denia (37)     |
| Molina Santi Solozábal Geli Toni Caminero Simeone Vizcaíno Pantić Kiko Penev | Roberto Solozábal (40)  |
| Molina Santi Solozábal Geli Toni Caminero Simeone Vizcaíno Pantić Kiko Penev | Delfí Geli (37)         |
| Molina Santi Solozábal Geli Toni Caminero Simeone Vizcaíno Pantić Kiko Penev | José Luis Caminero (37) |
| Molina Santi Solozábal Geli Toni Caminero Simeone Vizcaíno Pantić Kiko Penev | Diego Simeone (37)      |
| Molina Santi Solozábal Geli Toni Caminero Simeone Vizcaíno Pantić Kiko Penev | Juan Vizcaíno (41)      |
| Molina Santi Solozábal Geli Toni Caminero Simeone Vizcaíno Pantić Kiko Penev | Kiko (34)               |
| Molina Santi Solozábal Geli Toni Caminero Simeone Vizcaíno Pantić Kiko Penev | Milinko Pantić (41)     |
| Molina Santi Solozábal Geli Toni Caminero Simeone Vizcaíno Pantić Kiko Penev | Ljuboslav Penev (39)    |
| Altri giocatori: Juan Manuel López (32), Roberto Fresnedoso (31), Leonardo Biagini (28), Pirri Mori (19), Juan Carlos Gómez Díaz (13), Tomás Reñones (12), Fernando Correa (9), Quinton Fortune (3), De La Sagra (1). |                         |

## Risultati

### Primera División

#### Girone di andata
| Arbitro: | Rubio Valdivieso |

|                                              |           |            |
| Pantić 35’ Penev 65’, 73’ (rig.) Simeone 75’ | Marcatori | 24’ Karpin |

| Arbitro: | Prados García |

|  |           |                                                |
|  | Marcatori | 46’ (rig.), 90’ Penev 50’ Caminero 87’ Simeone |

| Arbitro: | Ansuátegui Roca |

|  |           |                    |
|  | Marcatori | 16’ Kiko 64’ Penev |

| Arbitro: | Andradas Asurmendi |

|                              |           |  |
| Vizcaíno 9’ Penev 53’ (rig.) | Marcatori |  |

| Siviglia 1º ottobre 1995 5ª giornata | Siviglia       | 0 – 0 referto | Atlético Madrid | Ramón Sánchez-Pizjuán (25 000 spett.)\| Arbitro: \| Carmona Méndez \| |
| Arbitro:                             | Carmona Méndez |               |                 |                                                                       |

| Arbitro: | Díaz Vega |

|                    |           |            |
| Kiko 5’ Pantić 65’ | Marcatori | 45’ Lardín |

| Arbitro: | Fernández Marín |

|  |           |                           |
|  | Marcatori | 34’ Simeone 58’, 67’ Kiko |

| Arbitro: | Marín López |

|             |           |  |
| Simeone 45’ | Marcatori |  |

| Arbitro: | López Nieto |

|  |           |             |
|  | Marcatori | 52’ Simeone |

| Arbitro: | Iturralde González |

|                       |           |           |
| Ángel Luis 45’ (aut.) | Marcatori | 1’ Prieto |

| Arbitro: | Mejuto González |

|  |           |             |
|  | Marcatori | 67’ Simeone |

| Madrid 12 novembre 1995 12ª giornata | Atlético Madrid    | 0 – 0 referto | Rayo Vallecano | Vicente Calderón (43 000 spett.)\| Arbitro: \| López De la Fuente \| |
| Arbitro:                             | López De la Fuente |               |                |                                                                      |

| Arbitro: | Díaz Vega |

|         |           |  |
| Raúl 9’ | Marcatori |  |

| Arbitro: | Barrenechea Montero |

|                                    |           |  |
| Vizcaíno 21’ Simeone 61’ López 87’ | Marcatori |  |

| Arbitro: | Andradas Asurmendi |

|                    |           |                  |
| Jarni 27’ Pier 38’ | Marcatori | 32’ (rig.) Penev |

| Arbitro: | Prados García |

|                                   |           |               |
| Penev 4’ (rig.), 12’ Caminero 82’ | Marcatori | 87’ Velamazán |

| Arbitro: | Gracia Redondo |

|  |           |              |
|  | Marcatori | 88’ Caminero |

| Arbitro: | López Nieto |

|                                   |           |  |
| Penev 20’ Simeone 80’ Roberto 84’ | Marcatori |  |

| Arbitro: | Carmona Méndez |

|              |           |                                    |
| Vellisca 81’ | Marcatori | 56’ Caminero 64’ Penev 90’ Roberto |

| Arbitro: | Puentes Leira |

|                                     |           |             |
| Juan Carlos 26’ López 83’ Penev 90’ | Marcatori | 53’ Juanele |

| Arbitro: | Brito Arceo |

|                      |           |             |
| Solozábal 75’ (aut.) | Marcatori | 89’ Simeone |

#### Girone di ritorno
| Arbitro: | Mejuto González |

|              |           |  |
| de Paula 33’ | Marcatori |  |

| Arbitro: | Ansuátegui Roca |

|                   |           |  |
| Penev 5’ Kiko 90’ | Marcatori |  |

| Arbitro: | Andradas Asurmendi |

|                                                  |           |                |
| Kiko 17’ Pantić 42’ Penev 67’ (rig.) Biagini 72’ | Marcatori | 29’ Etxeberria |

| Arbitro: | Japón Sevilla |

|                      |           |                         |
| Ledjachov 74’ (rig.) | Marcatori | 25’ Pantić 70’ Caminero |

| Arbitro: | Gómez López |

|  |           |          |
|  | Marcatori | 77’ Moya |

| Arbitro: | Brito Arceo |

|  |           |                    |
|  | Marcatori | 42’ Kiko 75’ Penev |

| Arbitro: | Rodríguez Martel |

|                                          |           |                |
| Juan Carlos 16’ Simeone 22’ Caminero 32’ | Marcatori | 8’, 45’ Gudelj |

| Arbitro: | Daudén Ibáñez |

|                        |           |                      |
| David 49’ Radčenko 84’ | Marcatori | 40’ Penev 60’ Pantić |

| Arbitro: | Puentes Leira |

|  |           |                   |
|  | Marcatori | 79’, 90’ Peternac |

| Arbitro: | Barrenechea Montero |

|  |           |          |
|  | Marcatori | 59’ Kiko |

| Arbitro: | Prados García |

|            |           |               |
| Pantić 34’ | Marcatori | 30’ Morientes |

| Arbitro: | Iturralde González |

|  |           |                                    |
|  | Marcatori | 20’ Biagini 56’, 82’ (rig.) Pantić |

| Arbitro: | Carmona Méndez |

|                   |           |                       |
| Pantić 84’ (rig.) | Marcatori | 26’ Soler 63’ Laudrup |

| Arbitro: | López Nieto |

|            |           |              |
| Carlos 58’ | Marcatori | 32’ Caminero |

| Arbitro: | Mejuto González |

|           |           |             |
| Pirri 44’ | Marcatori | 43’ Alfonso |

| Arbitro: | Prados García |

|           |           |                                      |
| Jordi 25’ | Marcatori | 32’ Roberto 48’ Vizcaíno 86’ Biagini |

| Arbitro: | Daudén Ibáñez |

|                     |           |                                                  |
| Pantić 45’ Geli 58’ | Marcatori | 12’ (aut.) Geli 55’ (rig.) Mijatović 74’ Poyatos |

| Arbitro: | Gracia Redondo |

|                 |           |                              |
| Christensen 87’ | Marcatori | 7’, 80’ Caminero 48’ Simeone |

| Arbitro: | Andradas Asurmendi |

|               |           |            |
| Kiko 17’, 84’ | Marcatori | 66’ Stîngă |

| Arbitro: | López Nieto |

|           |           |                        |
| Pizzi 50’ | Marcatori | 88’ (aut.) César Gómez |

| Arbitro: | Díaz Vega |

|                      |           |  |
| Simeone 13’ Kiko 31’ | Marcatori |  |

### Coppa del Re
| Arbitro: | Brito Arceo |

|              |           |                                                |
| Portillo 83’ | Marcatori | 23’ López 64’ Pantić 68’ Penev 89’ De La Sagra |

| Arbitro: | Gracia Redondo |

|                      |           |            |
| Penev 12’ Correa 60’ | Marcatori | 53’ Andrés |

| Arbitro: | Japón Sevilla |

|                                      |           |           |
| Kiko 48’, 75’ Pantić 60’, 63’ (rig.) | Marcatori | 7’ Sinval |

| Arbitro: | Daudén Ibáñez |

|                                        |           |                                         |
| Quique Martín 27’, 47’, 52’ Sinval 76’ | Marcatori | 12’ Pirri 55’, 56’ Correa 90+2’ Biagini |

| Arbitro: | Rodríguez Martel |

|           |           |          |
| López 37’ | Marcatori | 69’ Pier |

| Arbitro: | Rubio Valdivieso |

|           |           |                    |
| Sabas 47’ | Marcatori | 24’ Geli 26’ Penev |

| Santa Cruz de Tenerife 31 gennaio 1996, ore 22:00 WET Quarti di finale – Andata | Tenerife  | 0 – 0 referto | Atlético Madrid | Heliodoro Rodríguez López (22 000 spett.)\| Arbitro: \| Díaz Vega \| |
| Arbitro:                                                                        | Díaz Vega |               |                 |                                                                      |

| Arbitro: | Gracia Redondo |

|                     |           |  |
| Penev 18’, 41’, 75’ | Marcatori |  |

| Arbitro: | López Nieto |

|                                      |           |                                                         |
| Gálvez 7’ Fernando 44’ Mijatovic 89’ | Marcatori | 47’, 64’ Pantić 73’ Biagini 84’ Juan Carlos 87’ Roberto |

| Arbitro: | Gracia Redondo |

|                   |           |                        |
| Pantić 45’ (rig.) | Marcatori | 21’ Viola 55’ Fernando |

| Arbitro: | Díaz Vega |

|  |           |             |
|  | Marcatori | 102’ Pantić |

## Statistiche

### Statistiche di squadra
| Competizione     | Punti | Totale | Totale | Totale | Totale | Totale | Totale | DR  |
| Competizione     | Punti | G      | V      | N      | P      | Gf     | Gs     | DR  |
| ---------------- | ----- | ------ | ------ | ------ | ------ | ------ | ------ | --- |
| Primera División | 87    | 42     | 26     | 9      | 7      | 75     | 32     | +43 |
| Coppa del Re     | -     | 11     | 7      | 3      | 1      | 27     | 14     | +13 |
| Totale           | -     | 53     | 33     | 12     | 8      | 102    | 46     | +56 |

### Statistiche dei giocatori
| Giocatore       | Primera División | Primera División | Primera División | Primera División | Coppa del Re | Coppa del Re | Coppa del Re | Coppa del Re | Totale   | Totale | Totale      | Totale     |
| Giocatore       | Presenze         | Reti             | Ammonizioni      | Espulsioni       | Presenze     | Reti         | Ammonizioni  | Espulsioni   | Presenze | Reti   | Ammonizioni | Espulsioni |
| --------------- | ---------------- | ---------------- | ---------------- | ---------------- | ------------ | ------------ | ------------ | ------------ | -------- | ------ | ----------- | ---------- |
| L. Biagini      | 28               | 3                | 3                | 1                | 9            | 2            | 1            | 0            | 37       | 5      | 4           | 1          |
| J.L. Caminero   | 37               | 9                | 13               | 2                | 10           | 0            | 0            | 0            | 47       | 9      | 13          | 2          |
| D. Cordón       | 0                | 0                | 0                | 0                | 1            | 0            | 0            | 0            | 1        | 0      | 0           | 0          |
| F. Correa       | 9                | 0                | 0                | 0                | 5            | 3            | 0            | 0            | 14       | 3      | 0           | 0          |
| J. de la Sagra  | 1                | 0                | 0                | 0                | 3            | 1            | 0            | 0            | 4        | 1      | 0           | 0          |
| S. Denia        | 37               | 0                | 16               | 2                | 11           | 0            | 4            | 0            | 48       | 0      | 20          | 2          |
| R. López Felipe | 0                | 0                | 0                | 0                | 0            | 0            | 0            | 0            | 0        | 0      | 0           | 0          |
| Q. Fortune      | 3                | 0                | 0                | 0                | 3            | 0            | 0            | 0            | 6        | 0      | 0           | 0          |
| R. Fresnedoso   | 31               | 3                | 0                | 0                | 8            | 1            | 0            | 0            | 39       | 4      | 0           | 0          |
| D. Geli         | 39               | 1                | 9                | 1                | 10           | 1            | 2            | 0            | 49       | 2      | 11          | 1          |
| J.C. Gómez Díaz | 13               | 2                | 0                | 0                | 3            | 1            | 0            | 0            | 16       | 3      | 0           | 0          |
| D. González     | 1                | 0                | 0                | 0                | 2            | 0            | 0            | 0            | 3        | 0      | 0           | 0          |
| Kiko            | 34               | 11               | 10               | 3                | 6            | 2            | 1            | 0            | 40       | 13     | 11          | 3          |
| J.M. López      | 32               | 2                | 5                | 0                | 10           | 2            | 3            | 0            | 42       | 4      | 8           | 0          |
| J. Molina       | 42               | -32              | 1                | 0                | 11           | -14          | 1            | 0            | 53       | -46    | 2           | 0          |
| Pirri Mori      | 19               | 1                | 4                | 0                | 6            | 1            | 1            | 0            | 25       | 2      | 5           | 0          |
| T. Muñoz        | 40               | 0                | 8                | 0                | 10           | 0            | 4            | 0            | 50       | 0      | 12          | 0          |
| M. Pantić       | 41               | 10               | 10               | 0                | 9            | 7            | 2            | 0            | 50       | 17     | 12          | 0          |
| L. Penev        | 12               | 0                | 3                | 0                | 7            | 6            | 1            | 0            | 19       | 6      | 4           | 0          |
| T. Reñones      | 37               | 16               | 5                | 0                | 5            | 0            | 0            | 0            | 42       | 16     | 5           | 0          |
| D. Simeone      | 37               | 12               | 18               | 1                | 8            | 0            | 4            | 0            | 45       | 12     | 22          | 1          |
| R. Solozábal    | 40               | 0                | 5                | 0                | 9            | 0            | 3            | 1            | 49       | 0      | 8           | 1          |
| J. Vizcaíno     | 41               | 3                | 5                | 0                | 8            | 0            | 3            | 0            | 49       | 3      | 8           | 0          |